# 阿特马特
阿特马特（法語：Hattmatt，法語發音：[atmat] ⓘ）是法国下莱茵省的一个市镇，位于该省西部，属于萨韦尔讷区。

## 地理
阿特马特（48°47'27"N, 7°25'23"E）面积4.15 平方千米，位于法国大東部大區下莱茵省，该省份为法国大陆部分最东部的省份，是阿尔萨斯的一部分，今与上莱茵省组成了阿尔萨斯欧洲集体，其南至上莱茵省，西南接孚日省和默尔特-摩泽尔省，西接摩泽尔省，北与德国接壤，东侧沿莱茵河与德国相望。
与阿特马特接壤的市镇（或旧市镇、城区）包括：布克斯维莱尔、代特维莱尔、赞塞河畔多瑟南、戈特赛姆、普林蔡姆、什泰因堡。
阿特马特的时区为UTC+01:00、UTC+02:00（夏令时）。

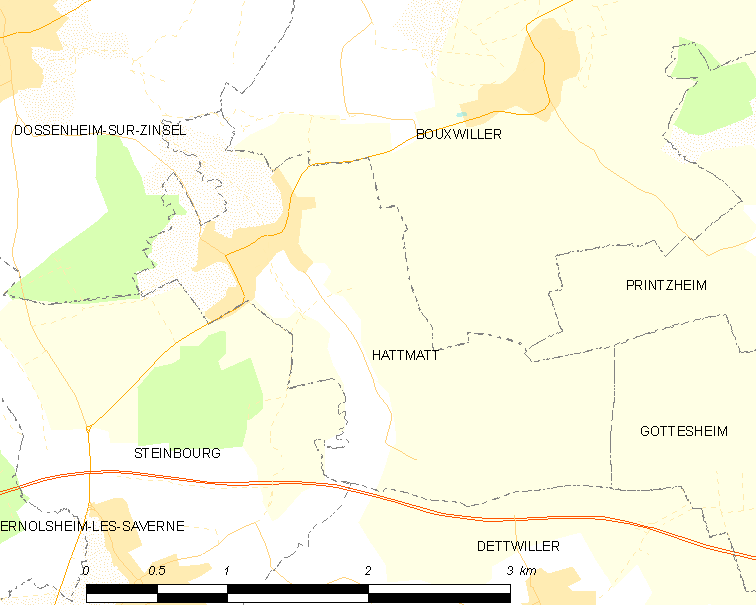
阿特马特的OSM定位图

## 行政
阿特马特的邮政编码为67330，INSEE市镇编码为67185。

## 政治
阿特马特所属的省级选区为萨韦尔讷县。

## 人口

1962-2008年间阿特马特人口变化图示

阿特马特于2022年1月1日时的人口数量为627人。